# Marc Fellous
Pour les articles homonymes, voir Fellous.
Marc Fellous, né le 19 août 1938 à La Marsa (Tunisie), est un immunologiste français, docteur d'État de l’université Paris-VII (1978). Élève de Jean Dausset et de François Jacob, il a été interne des Hôpitaux de Paris puis, en 1981, professeur de génétique à l’université Paris-VII et chef de l'Unité d'Immunogénétique humaine à l'Institut Pasteur.

## Biographie
Il a été nommé professeur à l’Institut Pasteur en 1992 et a dirigé plusieurs unités INSERM.

Il a enseigné la génétique en 1er et 2e cycle et a eu la responsabilité du DEA de génétique humaine de l’université Paris-VII avec Gérard Buttin de 1981 à 2003.

Il a créé en France une école sur le déterminisme du sexe en encadrant plus de 15 thèses.
Il a été membre du Conseil scientifique de l'INSERM de 1979 à 1983, ainsi que de plusieurs autres conseils ou instances scientifiques.
Sur le volet des OGM, il fut président de juillet 1998 à 2007 de la Commission de génie biologique (CGB) chargée d'évaluer les risques d'utilisation des OGM, et il fut président de l'Association française des biotechnologies végétales (AFBV), association de promotion des biotechnologies végétales et des OGM.
De 2003 à ce jour, il est professeur émérite de l’université Paris-Diderot
- Il a été l’organisateur des Rencontres interdisciplinaires de Méribel de 1983 à 1999.
- Il a développé plusieurs programmes en collaboration avec l’Amérique du Sud, l’Afrique du Nord et le Moyen-Orient où il est fréquemment invité à donner des conférences.
- Il a été et est membre ou fondateur de plusieurs sociétés :
  - Membre de la « Genetics Society » (Angleterre)
  - Membre de l’American Society of Human Genetics
  - Membre et Trésorier de la Société française de génétique de 1988 à 1997
  - Membre de HUGO (Human Genome Organisation)
  - Président de la Société française de génétique de 2001 a 2006
  - Président puis membre du Conseil d'administration de l'Association française des biotechnologies végétales (AFBV)
  - Parrain scientifique de l'Association française pour l'information scientifique (AFIS)

## Distinctions
- Lauréat de la Faculté de médecine de Paris 1967
- Prix de thèse de médecine : médaille d’argent, 1967
- Prix de l’Hospitalisation privée, 1979
- Grand prix d’État de l'Académie des sciences, 1980
- Docteur honoris causa de l'uuniversité Trujillo de Lima (Pérou), 2004
- Grand prix de la Reproduction Society Tempa, États-Unis, 2008
- Médaille d'or de l'Académie d'agriculture de France, 2009

### Décoration
- Chevalier de l'ordre national du Mérite, 2003